# 张国英 (全國人大代表)
张国英（1955年—），贵州沿河人，土家族，中华人民共和国政治人物、第十二届全国人民代表大会贵州地区代表。
加入中国共产党。2013年，担任全国人大代表。